# Нітрофеноли
Нітрофеноли ― клас ароматичних органічних сполук, що містять одночасно фенольну групу та нітрогрупу. Серед найпростіших нітрофенолів існують 2-нітрофенол, 3-нітрофенол і 4-нітрофенол. Найчастіше використовуються для отримання амінофенолів шляхом відновлення.

## Галерея

2-нітрофенол
3-нітрофенол
4-нітрофенол